# Ян Мазуркевич
Ян Мазуркевич (пол. Jan Mazurkiewicz; 27 серпня 1896, Львів — 4 травня 1988, Варшава), nom de guerre Radosław — польський солдат, ветеран Першої світової війни та полковник Армії Крайової під час Другої світової війни. Був одним з головних командувачів Варшавського повстання, де він очолював Радославську групу (Zgrupowanie Radosław), частину Кедиву, яка була однією з найкращих озброєних та навчених повстанських загонів.
Після війни Мазуркевича переслідували радянські комуністичні органи Польської Народної Республіки, утримували два роки в досудовому ув'язненні, катували та засудили на довічне ув'язнення, незважаючи на те, що він намагався співпрацювати з новим режимом. Був реабілітований після закінчення сталінського режиму в 1956 році та став активним учасником офіційної ветеранської організації «Спілка борців за свободу і демократію» (ZBoWiD). Зрештою, він був підвищений до звання генерала Збройних Сил Народної Республіки Польща (LWP). Помер незадовго до падіння комунізму у Східній Європі.